# Jérôme Ruggiero
Jérôme Ruggiero (Liège, 13 de setembro de 1977) é um estilista italiano. Fundou a sua companhia em 1999, com o seu irmão. 

## Biografia
Jérôme Ruggiero nasceu em Liège em 13 de setembro de 1977, filho de imigrados italianos naturais de Campora San Giovanni.
Começou por estudar arquitetura, mas logo deixou a faculdade para se dedicar, em 1999, à empresa de roupas masculinas fundada com seu irmão, que faleceu em 2004 vítima de um acidente de viação. Desde 2006 trabalha também para a firma T-Concept Tombolini.
Mas é em 16 de fevereiro de 2009 que ele funda sua própria empresa: a JEROME RUGGIERO. A sua primeira coleção foi apresentada no Pitti 76,  em Florença, onde foi definido como um dos melhores jovens estilistas da New Beat Area. .
Em maio de 2011 esteve no Festival de Cannes.